# Sulchan Nassidse
Sulchan Nassidse (georgisch სულხან ივანეს ძე ნასიძე, Sulchan Iwanes Dse Nassidse; russisch Сулхан Иванович Насидзе, Sulchan Iwanowitsch Nassidse, wiss. Transliteration Sulchan Ivanovič Nasidze; * 17. März 1927 in Tiflis; † 21. September 1996 ebenda) war ein sowjetischer und georgischer Komponist und Pianist.

## Leben
Nassidse studierte am Konservatorium Tiflis Klavier. 1962 wurde er Vorstand des Georgischen Komponistenverbandes, 1964 Professor für Komposition am Konservatorium in Tiflis. 1974 wurde er Leiter der Georgischen Philharmonie in seiner Heimatstadt.
Seine Musik ist einerseits von Schostakowitsch, Bartók und Strawinski beeinflusst, nimmt aber auch neue Techniken der Instrumentation und Komposition auf. Sie wirkt manchmal auch pathetisch. Zur nationalen georgischen Musiktradition hatte Nassidse im Laufe seines Schaffens ein unterschiedliches Verhältnis: anfangs suchte er sich von ihr abzugrenzen, später nahm er Ausdrucksmittel der georgischen Volksmusik und Folklore wieder in sein Schaffen auf, in dem sie sich mit Elementen des zeitgenössischen Komponierens im 20. Jahrhundert in einem fruchtbaren und harmonischen Spannungsfeld wiederfinden.
Zu der in letzter Zeit steigenden Bekanntheit seiner Werke in Deutschland hat stark das 1964 gegründete Georgische Kammerorchester beigetragen, das 1990 nach Ingolstadt übersiedelte.

## Werke
- Tanz (Танец) für Viola und Klavier (1953)
- Orpheus und Euridike (ორფევსი, Orp’evsi), Ballett (1973)
- König Lear, Ballett
- Mein Vaterland (ჩემი სამშობლო, Ch’emi Samshoblo), Oratorium (1967)
- Aus der Georgischen Volkspoesie (ქართული ხალხური პოეზიიდან, K’art’uli Khalkhuri Poeziidan), Liederzyklus (1969)
- 8 Sinfonien (1957–1992), darunter die populäre 3. Kammersinfonie (1969)
- 2 Klavierkonzerte (1955, 1961)
- Violinkonzert (1968)
- Konzert für zwei Violinen (1979)
- Konzert für Violine und Violoncello (1982)
- Konzert für Viola und Orchester (1987)
- Fagottkonzert (1994)
- 5 Streichquartette (1968–1992)
- 2 Klaviertrios (1960, 1995)
- Polyphonische Sonate für Klavier (1963)

## Auszeichnungen
- 1986: Staatspreis der UdSSR